# Dérbi da Flórida
O Dérbi da Flórida (em inglês: Florida Derby) é o confronto de futebol envolvendo os clubes estadunidenses Inter Miami e Orlando City, sediados nas cidades de Fort Lauderdale e Orlando, respectivamente, onde ambas pertencem ao estado da Flórida. Os dois times disputam a Major League Soccer (MLS), a principal competição de futebol dos Estados Unidos.

## História
O primeiro confronto entre os dois times foi registrado em 2020 no MLS is Back Tournament, um torneio como parte da temporada que começou com a pandemia de COVID-19, e terminou com uma vitória de 2 a 1 para o Orlando.
Em agosto de 2023 foi jogado o primeiro clássico em um torneio internacional, a Leagues Cup de 2023, onde o Inter Miami venceu por 3 a 1. Na prévia do encontro, marcada pela explosão midiática mundial do Miami pelas adições de Lionel Messi, Sergio Busquets e Jordi Alba, simpatizantes do Orlando vandalizaram murais em alusão às chegadas, e tensionou as relações entre as parcialidades.

## Estatísticas
Atualizado em 15 de maio de 2024
| Internacional      | Leagues Cup            | Leagues Cup            | 1  | 1 | 0 | 0 | 3  | 1  |
| Nacional           | Major League Soccer    | Temporada regular      | 13 | 4 | 4 | 5 | 19 | 17 |
| Nacional           | Major League Soccer    | Eliminatórias          | 0  | 0 | 0 | 0 | 0  | 0  |
| Nacional           | U.S. Open Cup          | U.S. Open Cup          | 1  | 0 | 1 | 0 | 1  | 1  |
| Nacional           | MLS is Back Tournament | MLS is Back Tournament | 1  | 0 | 0 | 1 | 1  | 2  |
| Partidas amistosas | Partidas amistosas     | Partidas amistosas     | 1  | 0 | 1 | 0 | 2  | 2  |
| Total              | Total                  | Total                  | 17 | 5 | 6 | 6 | 26 | 23 |

## Lista de partidas
| Data                  | Local                  | Placar | Competição                     |
| --------------------- | ---------------------- | ------ | ------------------------------ |
| 22 de agosto de 2020  | Inter Miami CF Stadium | 3–2    | Major League Soccer            |
| 24 de outubro de 2020 | Inter Miami CF Stadium | 2–1    | Major League Soccer            |
| 25 de junho de 2021   | DRV PNK Stadium        | 1–2    | Major League Soccer            |
| 6 de outubro de 2022  | DRV PNK Stadium        | 4–1    | Major League Soccer            |
| 20 de maio de 2023    | DRV PNK Stadium        | 1–3    | Major League Soccer            |
| 23 de agosto de 2023  | DRV PNK Stadium        | 3–1    | Leagues Cup (16 avos de final) |
| 2 de março de 2024    | Chase Stadium          | 5–0    | Major League Soccer            |
| 18 de maio de 2025    | Chase Stadium          | 0–3    | Major League Soccer            |

| Data                    | Local                 | Placar | Competição                       |
| ----------------------- | --------------------- | ------ | -------------------------------- |
| 8 de julho de 2020      | Exploria Stadium      | 2–1    | MLS is Back Tournament           |
| 12 de setembro de 2020  | Exploria Stadium      | 2–1    | Major League Soccer              |
| 4 de agosto de 2021     | Exploria Stadium      | 1–1    | Major League Soccer              |
| 27 de agosto de 2021    | Exploria Stadium      | 0–0    | Major League Soccer              |
| 25 de março de 2022     | Exploria Stadium      | 1–1    | U.S. Open Cup (oitavas de final) |
| 9 de julho de 2022      | Exploria Stadium      | 1–0    | Major League Soccer              |
| 24 de setembro de 2023  | Exploria Stadium      | 1–1    | Major League Soccer              |
| 15 de maio de 2024      | Inter&Co Stadium      | 0–0    | Major League Soccer              |
| 14 de fevereiro de 2025 | Raymond James Stadium | 2–2    | Partida amistosa                 |